# Stařec a moře průšvihů
Stařec a moře průšvihů (v anglickém originále The Old Man and The 'C' Student) je 20. díl 10. řady (celkem 223.) amerického animovaného seriálu Simpsonovi. Scénář napsala Julie Thackerová a díl režíroval Mark Kirkland. V USA měl premiéru dne 25. dubna 1999 na stanici Fox Broadcasting Company a v Česku byl poprvé vysílán 13. března 2001 na stanici ČT1.

## Děj
Když Líza napíše dopis Mezinárodnímu olympijskému výboru, ten rozhodne, že příští olympijské hry se budou konat ve Springfieldu. Na počest olympijských her je vyhlášena soutěž o maskota her. Homer vytvoří maskota olympijských her jménem Springy: springfieldská pružina, který se stane maskotem (porazí maskota Patty a Selmy jménem Ciggy, vrhače disků vyrobeného výhradně z cigaret a popelníků), a všichni ve Springfieldu se na hry připravují. Když MOV provede inspekci města, všechno jde dobře až do chvíle, než Bart předvede komediální výstup, v němž uráží cizí národy, což přijde vtipné jen řediteli Skinnerovi, Homerovi a dětem. V reakci na to MOV odmítne, aby Springfield hostil olympijské hry, a udělí je Shelbyvillu, který o ně pravděpodobně a chronologicky přišel kvůli Sydney), a inspektor Chalmers obviní Skinnera, že Barta s jeho pikantními vtipy postavil na pódium. Aby Skinner nepřišel o práci, donutí každého studenta školy odpracovat 20 hodin veřejně prospěšných prací. Poté, co Skinner pošle Milhouse sbírat zdravotnický odpad na pláž a Martina nechá rozjet basketbalový program mezi meziměstskými gangy, nechá Barta přidělit na práci ve Springfieldském domově pro důchodce, kde dobrovolně pracuje i Líza. Bart je zděšen zjištěním, jak málo toho senioři mohou dělat. 
Mezitím Homer dostane 1000 pružin, které chtěl prodat jako olympijské maskoty. Používá různé triky na rychlé zbohatnutí, aby maskoty prodal, ale neuspěje kvůli springfieldské nenávisti k Bartově komediální rutině a kvůli tomu, že všechny včetně Marge pružiny rozčilují. Nakonec je nucen spláchnout pružiny do záchodu. Líza v té době vede seniory v „čase představ“, ale když odejde, Bart donutí seniory k útěku, aby okusili svobodu, a vezme je na výlet do města a na projížďku lodí. Líza je zpočátku šokována, když vidí, že se tyto věci dějí, ale přesto je docela ohromena tím, co Bart pro seniory dělá. Důchodci se baví, dokud jejich loď nenarazí do škuneru pana Burnse. Loď se začne potápět a senioři se obrátí proti Bartovi, ale děda se ho zastane a řekne, že Bart jim poskytl nejlepší zábavu za posledních 20 let. Zachrání je však pružiny, které Homer spláchl do záchodu, a člun se odráží na hladině tak dlouho, dokud všechny nezachrání pobřežní hlídka. Bart dokončí svůj trest veřejně prospěšných prací, ale rozhodne se, že pomůže seniorům, aby si ještě užili a on strávil více času s dědou.

## Produkce
Díl režíroval Mark Kirkland a byla to první epizoda, kterou pro Simpsonovy napsala Julie Thackerová. Poprvé byl odvysílán na stanici Fox ve Spojených státech 25. dubna 1999. Zápletka epizody byla založena na „katastrofálním“ školním programu, v němž se studenti museli účastnit veřejně prospěšných prací, aby mohli postoupit do dalšího ročníku. Thackerová, jejíž nejstarší dcera byla studentkou školy, byla přihlášena na veřejně prospěšné práce v domově důchodců ve městě, kde žili. To se stalo inspirací pro příběh A epizody, zatímco příběh B, jenž zahrnoval Homera prodávajícího pružiny, vymyslel manžel Thackerové Mike Scully, vedoucí producent a showrunner epizody.
V jedné scéně epizody se Lennymu zasekne jedna z Homerových pružin v oku. Lennyho zranění oka se od té doby stalo běžícím gagem a díl Stařec a moře průšvihů tento trend podle Thackerové „odstartoval“. Neohrabaný tanec, který studenti předvedou olympijské porotě, částečně předvedl během animace scenárista Simpsonových George Meyer. Když se Meyer později na epizodu podíval, ke svému „zděšení“ zjistil, že mu na konci epizody byla připsána zásluha choreografa. V dílu vystupuje americký fitness expert Jack Lalanne jako on sám. V komentáři na DVD k epizodě Scully uvedl, že Lalanne byl „velmi vtipný“ a že „podal skvělý výkon“. Lalannovy repliky byly nahrány odděleně od hlavních dabérů seriálu.

## Kulturní odkazy
Název epizody je odkazem na román a film Stařec a moře z roku 1952. Na začátku epizody je vidět nápis „Mezinárodní olympijský výbor“. Logo pod textem paroduje logo skutečného Mezinárodního olympijského výboru. Protože štáb nechtěl „naštvat“ výbor, logo Simpsonových mírně upravil tak, že změnil barvy a nezakrýval kruhy. V jedné scéně epizody je možné vidět, jak se staříci dívají na upravenou a nadabovanou verzi filmu Jih proti Severu z roku 1939. Ošetřovatelka, jež pracuje v domově důchodců, je založena na postavě sestry Ratchedové z amerického dramatického filmu Přelet nad kukaččím hnízdem z roku 1975, na film je opět odkazováno ve scéně, kdy Bart vezme důchodce na výlet lodí, a ve scéně, kdy indiánský náčelník v domově důchodců prohodí oknem myčku nádobí a vyskočí ven, což odráží poslední scénu z filmu. Poté se Bart vrátí a předá Líze leták s nápisem „Prop 217“, jenž je odkazem na Proposition 217, návrh, který umožňoval původním obyvatelům Ameriky provozovat v některých státech kasina. Je to také odkaz na den, kdy se Scully a Thackerová setkali, což bylo 17. února.
Scéna, ve které Smithers kreslí portrét pana Burnse, je odkazem na dramatický film Titanic z roku 1997. Část dílu, ve které důchodci oslavují svůj útěk z domova, je odkazem na film Perný den z roku 1964. Obě scény se odehrávají na píseň skupiny „Can't Buy Me Love“, ačkoli v dílu je píseň coververzí v podání NRBQ. Během závěrečných titulků je zobrazen obal alba s nápisem „A Bart Day's Night“, což je odkaz na album The Beatles A Hard Day's Night a stejnojmenný soundtrack k filmu. Během závěrečných titulků je rovněž hrána píseň „Can't Buy Me Love“.

## Přijetí
V původním americkém vysílání 25. dubna 1999 získal díl podle agentury Nielsen Media Research rating 6,9, což znamená přibližně 6,9 milionu diváků. Epizoda skončila na 41. místě ve sledovanosti v týdnu od 19. do 25. dubna 1999.
Dne 7. srpna 2007 byla epizoda vydána jako součást DVD boxu The Simpsons – The Complete Tenth Season. Matt Groening, Mike Scully, George Meyer, Julie Thacker, Ron Hauge, Nancy Cartwright a Mark Kirkland se podíleli na audiokomentáři k epizodě na DVD. Po vydání na DVD získal díl od kritiků převážně pozitivní recenze. 
Aaron Roxby ze serveru Collider epizodu ohodnotil kladně a označil ji za jednu z nejlepších epizod řady. Napsal: „Simpsonovi vždy skvěle řešili/zesměšňovali způsob, jakým naše kultura zachází se staršími lidmi.“. Dodal, že Lennyho zranění oka dodalo dílu „body navíc“.
Warren Martyn a Adrian Wood, autoři knihy I Can't Believe It's a Bigger and Better Updated Unofficial Simpsons Guide, popsali epizodu jako „úžasný příběh s dobrým pocitem“ a „velmi milý, velmi roztomilý“. Dodali, že „stereotypní debata olympijského výboru“ na začátku dílu je „úžasná“, a tímto přívlastkem rovněž označili i celou epizodu.
Colin Jacobson z DVD Movie Guide byl také pozitivní a napsal: „Musím přiznat, že mám rád Springyho, maskota olympijských her, a aspekty související s jarem mě baví.“. Dodal, že příběh zahrnující Barta „nabízí více než pár dobrých momentů“, a na závěr uvedl, že „ačkoli epizoda nikdy úplně nevynikne, je docela solidní“.
James Plath z DVD Town díl označil za „dobrou“ epizodu.
Jake McNeill z Digital Entertainment News popsal epizodu jako „ne tak dobrou“ a dodal, že „v této chvíli už tento seriál vyčerpal téměř všechny vtipy o starých lidech, které existují“.